# Kanton Limoges-1
Der Kanton Limoges-1 ist seit 2015 ein französischer Wahlkreis im Arrondissement Limoges im Département Haute-Vienne in der Region Nouvelle-Aquitaine.
Der Kanton besteht aus dem westlichen Teil der Stadt Limoges mit insgesamt 18.999 Einwohnern (Stand: 2022):